# Erythrococca berberidea
Erythrococca berberidea là một loài thực vật có hoa trong họ Đại kích. Loài này được Prain mô tả khoa học đầu tiên năm 1911.